# Heinz Eckner
Heinz Eckner (Dresden, 4 mei 1925 – Achim, 30 mei 2012) was een Duits acteur en komiek. Hij was bekend als de sidekick van Rudi Carrell in diens Duitse show en bij het televisieprogramma Am laufenden Band. 
Daarnaast heeft Heinz Ecker ook enkele boeken geschreven en enkele platen ingezongen. 

## Filmografie
- 1971: Kompanie der Knallköppe
- 1971: Rudi, benimm dich
- 1979: Himmel, Scheich und Wolkenbruch
- 1979: Traumschiff nach Casablanca
- 1980: Zärtlich, aber frech wie Oskar
- 1981: Ein Kaktus ist kein Lutschbonbon
- 1991: Spatzi
- 1994: Pumuckl und der blaue Klabauter

## Televisieseries
- 1968–1973: Rudi Carrell Show
- 1974-1979: Am laufenden Band
- 1976: Derrick
- 1983: Ein Wort aus Musik
- 1988: Die Schwarzwaldklinik
- 1988: Leben im Alter (regie: Eberhard Weißbarth)
- 1991: Ein Schloß am Wörthersee
- 1994-1998: Tohuwabohu
- 1994: Drei zum Verlieben
- 1994: Die Wache

## Discografie
- 1975: Stimmung, Bier und Bums valdera. RCA-Schallplatten, Hamburg.
- 1980: Bild am Sonntag präsentiert: Heinz Eckner singt am laufenden Band. Aladin, Köln / EMI-Electrola, Vertrieb, Köln.
- 1980: Heinz Eckner singt am laufenden Band. Aladin, Köln / CBS-Schallplatten, Vertrieb, Frankfurt am Main.
- 1980: Das große Fernseh-Wunschkonzert. RCA-Schallplatten, Hamburg.
- 1982: Stimmungs-Hits mit Witz. Emston-Musik, Bühlertal.
- 1984: Die goldene Stimmungsparade. Schwabenton Records, Neckartenzlingen.